# Äquativ
Der Äquativ ist in manchen Sprachen ein Kasus, der einen Vergleich zu einem Nomen herstellt. Er wird im Deutschen mit  „wie“ wiedergegeben (einem sogenannten Adjunktor).
In manchen Sprachen wird auch eine zusätzliche Komparationsform der Adjektive für gleiche Grade als Äquativ bezeichnet, z. B. im Walisischen und Altirischen. Im Deutschen wird dies mit so + Positiv + wie wiedergegeben.

## Beispiele
- Grönländisch (eskimo-aleutische Sprache):
illu-tut – Haus-ÄQUATIV – „wie ein Haus“
- Khasi (austroasiatische Sprache):
kum-ka-masī – ÄQUATIV-FEMININ-Rind – „wie eine Kuh“
- Sumerisch (isolierte altorientalische Sprache):
lugal-gin – König-ÄQUATIV – „wie ein König“
- Türkisch (Turksprache): die Endung ist gemäß Konsonanten- und Vokalharmonie -ce/çe bzw. -ca/-ça
aptal-ca – dumm-ÄQUATIV „wie ein Blöder/Dummer“, „wie eine Blöde/Dumme“
salak-ça – Idiot-ÄQUATIV „wie ein Tor“
erkek-çe – Mann-ÄQUATIV „wie ein Mann“
kadın-ca – Frau-ÄQUATIV „wie eine Frau“, „frauenhaft“
- Ungarisch (uralische Sprache):
király-ként – König-ÄQUATIV – „wie ein König“